# Pre-Madonna
 (janvier 2014).
Pre-Madonna est une démo de Madonna enregistrée entre 1980 et 1981, publiée le 10 juin 1997.

## Liste des pistes

### Pre-Madonna
| 1.    | Laugh to Keep from Crying                 | Madonna      | 3:50 |
| 2.    | Crimes of Passion                         | Madonna      | 3:43 |
| 3.    | Ain't No Big Deal (1997 edit)             | Stephen Bray | 4:00 |
| 4.    | Everybody (1997 version)                  | Madonna      | 4:50 |
| 5.    | Burning Up                                | Madonna      | 4:05 |
| 6.    | Ain't No Big Deal (1981 version)          | Stephen Bray | 6:39 |
| 7.    | Everybody (1981 version)                  | Madonna      | 4:49 |
| 8.    | Stay (1981 version)                       | Madonna      | 4:21 |
| 9.    | Don't You Know                            | Madonna      | 4:31 |
| 10.   | Ain't No Big Deal (1997 extended version) | Stephen Bray | 6:39 |
| 47:27 |                                           |              |      |

- Pistes 1, 5, 6, 7, 8, 9 produits par Stephen Bray[1].
- Pistes 2, 3, 4 and 10 sont produites par Stephen Bray et Tony Shepperd[1].

### In the Beginning
| 1.    | Crimes of Passion                | Madonna      | 3:44 |
| 2.    | Everybody (1997 version)         | Madonna      | 4:52 |
| 3.    | Ain't No Big Deal (1997 edit)    | Stephen Bray | 4:02 |
| 4.    | Laugh to Keep from Crying        | Madonna      | 3:51 |
| 5.    | Burning Up                       | Madonna      | 4:06 |
| 6.    | Ain't No Big Deal (1981 version) | Stephen Bray | 6:41 |
| 7.    | Everybody (1981 version)         | Madonna      | 4:51 |
| 8.    | Stay (1981 version)              | Madonna      | 4:23 |
| 9.    | Don't You Know                   | Madonna      | 4:31 |
| 41:01 |                                  |              |      |

## Crédits
- Madonna ;– chants, auteure, guitare, batterie
- Stephen Bray ;– auteur, producteur, guitare, batterie, clavier
- Tony Shepperd ;– producteur, mixage
- Nick Matzorkis ;– producteur exécutif
- Robert Rich ;– producteur exécutif
- Paul Pesco ;– guitare
- Jamie Muhoberac ;– clavier
- Kevin Gray ;– audio mastering
- Viveka Davis ;– photographie
- Dr. KEB Rhythm ;– batterie programmation